# Kat DeLuna
Kat DeLuna, właśc. Kathleen Emperatriz DeLuna (ur. 26 listopada 1987 w Nowym Jorku) – amerykańska wokalistka, autorka tekstów muzycznych oraz tancerka pochodzenia dominikańskiego.
Zaistniała w 2007 wydaniem na amerykański rynek muzyczny albumu pt. 9 Lives, który sprzedał się na całym świecie w nakładzie ponad 100 tys. egzemplarzy. Należy do trzech wytwórni płytowych – Epic Records, Konvict Muzik oraz Universal Music.

## Życiorys
Urodziła się w Nowym Jorku w dzielnicy Bronx, w Stanach Zjednoczonych, jednak w dzieciństwie wyemigrowała z rodziną do ojczyzny jej rodziców, Dominikany, gdzie stawiała pierwsze kroki w karierze muzycznej. Gdy miała dziewięć lat, napisała swoją pierwszą piosenkę – „Estoy Triste”, do której stworzenia natchnął ją rozwód rodziców. W wieku 12 lat została zaproszona na scenę przez Milly Quezada, zaliczając tym samym pierwszy występ przed tak liczną publicznością.
Po ukończeniu 13 lat zgłosiła się na przesłuchanie dotyczące stworzenia grupy muzycznej organizowane przez gazetę „The Village Voice” i ostatecznie zasiliła hip hop/R&B grupę o nazwie Swallower. Po kilku latach działalności zespół się rozpadł, a DeLuna dążyła do zaistnienia w świecie muzyki jako wokalistka solowa. Kolejnym epizodem w początkach profesjonalnej kariery muzycznej był udział, a potem wygrana w konkursie karaoke sponsorowanym przez firmę Coca-Cola, na którym zaśpiewała piosenkę „I Will Always Love You”. Po zwycięstwie w karaoke-show kubański wokalista salsy Rey Ruiz namówił ją do tworzenia tekstów muzycznych oraz własnej muzyki. Niedługo później dołączyła do wytwórni Get Money Brothers (GMB) Music Records zarządzanej przez jej wieloletniego przyjaciela, modela z Haiti Tyrone'a Edmonda. Po zerwaniu umowy z wytwórnią GMB Music Records dołączyła do Epic Records, następnie do Konvict Muzik, a w 2009 do Universal Music.

## Kariera muzyczna
Po podpisaniu kontraktu z wytwórnią Epic Records w 2007 wydała na amerykański rynek muzyczny debiutancki album studyjny pt. 9 Lives, który choć nie zyskał sukcesu w Ameryce, to znalazł się w Top 50 najlepiej sprzedających się albumów w kilku krajach Europy, m.in. Francji czy Szwajcarii. Pierwszym singlem stał się utwór "Whine Up" nagrany wspólnie z Elephant Man, który dzięki dużej promocji w Ameryce Północnej stał się sygnaturalną piosenką artystki. Drugi singiel DeLuny, "Run the Show" z gościnnym udziałem Busta Rhymes w porównaniu z poprzednią kompozycją promującą longplay stał się popularny w Europie, zajmując miejsca na oficjalnych notowaniach w większości krajów tego kontynentu. Trzecim utworem prezentującym debiutancką płytę stała się piosenka "In the End" wydana jedynie w Europie. Obecnie kompozycja, jako najwyższe, zajęła 31. miejsce na oficjalnym belgijskim notowaniu najlepiej sprzedających się singli.
W 2009 planowała wydać drugi album studyjny, który zawierać miał m.in. kompozycję "Calling You", udostępnioną przez artystkę na profilu MySpace wraz z komentarzem. DeLuna dodała, że "Calling You" nie jest kolejnym singlem w jej karierze muzycznej.
W styczniu 2009 poinformowała o podpisaniu kontraktu z wytwórnią Universal Music. W tym samym czasie potwierdzono również, że pierwszy album wydany za pośrednictwem nowej wytwórni muzycznej ma ukazać się w 2010 i nosić tytuł Inside Out. Singlem promocyjnym wydawnictwa stał się utwór "Unstoppable" nagrany z gościnnym udziałem amerykańskiego rapera Lil Wayne'a, który wydany został jedynie w formacie digital download i znalazł się na 80. pozycji notowania Canadian Hot 100 bez jakiejkolwiek promocji ze strony mediów. Kompozycja znalazła się również na ścieżce dźwiękowej do filmu Wyznania zakupoholiczki. Drugim singlem promocyjnym prezentującym nadchodzący album stała się piosenka "Dance Bailalo". Pierwszym oficjalnym singlem promującym album Inside Out to utwór "Push Push" nagrany z gościnnym udziałem Akona; piosenka zadebiutowała na 84. pozycji zestawienia Canadian Hot 100, jednak z powodu braku promocji tydzień później opuściła notowanie. Trzy miesiące później, w sierpniu 2010 "Push Push" znalazła się na oficjalnym belgijskim notowaniu. 22 października do iTunes trafił singiel "Party O'Clock" z gościnnym udziałem rapera Onassisa. Piosenka została wybrana jako drugi oficjalny singiel z albumu Inside Out.

## Dyskografia

### Albumy studyjne
| Rok  | Informacje                                                            | Pozycje na listach | Pozycje na listach | Pozycje na listach | Pozycje na listach | Pozycje na listach | Pozycje na listach | Certyfikaty |
| Rok  | Informacje                                                            | US                 | AUT                | BEL                | FIN                | FRA                | SWI                | Certyfikaty |
| ---- | --------------------------------------------------------------------- | ------------------ | ------------------ | ------------------ | ------------------ | ------------------ | ------------------ | ----------- |
| 2007 | 9 Lives - Wydany: 7 sierpnia 2007 - Formaty: CD, digital download     | 58                 | 31                 | 16                 | 15                 | 21                 | 26                 |             |
| 2010 | Inside Out - Wydany: 5 listopada 2010 - Formaty: CD, digital download | —                  | —                  | 16                 | —                  | 114                | —                  |             |

### Single
| 2007                                                                                             | "Whine Up" (featuring Elephant Man)     | 29  | 15  | 6   | —  | —   | 18  | 24  | 65  | 49  | 9   | 9 Lives    |
| 2008                                                                                             | "Run the Show" (featuring Busta Rhymes) | 117 | —   | 5   | 41 | 26  | —   | 73  | —   | 29  | 6   | 9 Lives    |
| 2008                                                                                             | "In the End"                            | —   | —   | 31  | —  | —   | —   | —   | —   | —   | —   | 9 Lives    |
| 2010                                                                                             | "Push Push" (featuring Akon)            | —   | 84  | 15  | —  | —   | —   | —   | —   | —   | 9   | Inside Out |
| 2010                                                                                             | "Party O'Clock" (featuring Onassis)     | —   | —   | 17  | —  | —   | —   | —   | —   | —   | 76  | Inside Out |
| 2011                                                                                             | "Dancing Tonight"                       | —   | —   | 65  | —  | —   | —   | —   | —   | —   | —   | Inside Out |
| 2011                                                                                             | "Drop It Low"                           | —   | —   | 12  | —  | —   | —   | —   | —   | —   | —   | Inside Out |
| 2012                                                                                             | "Wanna See U Dance (La La La)"          | —   | —   | 54  | —  | —   | —   | —   | —   | —   | 188 | Viva       |
| 2013                                                                                             | "Stars"                                 | —   | —   | —   | —  | —   | —   | —   | —   | —   | —   | Viva       |
|                                                                                                  |                                         | US  | CAN | BEL | UK | IRL | AUS | GER | AUT | SWI | FRA |            |
|                                                                                                  | Single numer jeden                      | —   | —   | —   | —  | —   | —   | —   | —   | —   | —   |            |
|                                                                                                  | Single w Top 10                         | —   | —   | 2   | —  | —   | —   | —   | —   | —   | 3   |            |
|                                                                                                  | Single w Top 40                         | 1   | 1   | 6   | —  | 1   | 1   | 1   | —   | 1   | 3   |            |
| "—" oznacza, że singel się ukazał, lecz nie zajął pozycji w notowaniu bądź nigdy się nie ukazał. |                                         |     |     |     |    |     |     |     |     |     |     |            |

### Teledyski
| Rok  | Tytuł                         | Reżyseria               |
| ---- | ----------------------------- | ----------------------- |
| 2007 | "Whine Up"                    | Gil Green               |
| 2007 | "Am I Dreaming"               | Jessy Terrero           |
| 2007 | "Cut Off Time"                | N/A                     |
| 2008 | "Run The Show"                | Ray Kay                 |
| 2008 | "Breathing Your Love"         | Marcus Lundin           |
| 2008 | "In The End"                  | Ray Kay                 |
| 2009 | "Unstoppable"                 | Tyrone Edmond           |
| 2010 | "Push Push"                   | Sarah Chatfield         |
| 2010 | "Party O'Clock"               | Jake Realisatur         |
| 2011 | "Dancing Tonight"             | Tyrone Edmond           |
| 2011 | "I'm Alright"                 | Arno Bani               |
| 2011 | "Drop It Low"                 | Tyrone Edmond           |
| 2011 | "Tonite"                      | Gianluca Calu Montesano |
| 2012 | "I Had A Dream"               | Justin Purser           |
| 2012 | "Wanna See U Dance (La La La) | Tyrone Edmond           |
| 2012 | "Wild Girl"                   | N/A                     |
| 2012 | "Shake It"                    | N/A                     |
| 2013 | "Always On My Mind"           | N/A                     |
| 2015 | "Bum Bum"                     | Tyrone Edmond           |
| 2016 | "What A Night"                | Tyrone Edmond           |

Single promocyjne
- 2008 – "Am I Dreaming"
- 2009 – "Unstoppable" (featuring Lil Wayne)
- 2009 – "Dance Bailalo"
- 2011 – "Boom Boom (Tequila)"

Gościnnie
- 2007 – "Cut Off Time" (Omarion featuring Kat DeLuna)
- 2008 – "Tek Weh Yuhself Again (Remix)" (Mr. Vegas featuring Kat DeLuna & Lil' Kim)
- 2008 – "Body Talk" (Elephant Man featuring Kat DeLuna & Jha Jha)
- 2008 – "Breathing Your Love" (Darin featuring Kat DeLuna)
- 2011 – "I'm Alright" (Jean-Roch featuring Kat DeLuna & Flo Rida)
- 2011 – "Tonite" (Nicola Fasano featuring Kat DeLuna)
- 2012 – "I Had a Dream" (David Latour featuring Kat DeLuna & Onassis)
- 2016 – "Nobody" (Faydee ft. Kat Deluna & Leftside)